# ليونارد هيمينغ
ليونارد هيمينغ (30 سبتمبر 1916 في المملكة المتحدة - 10 يوليو 2010 في المملكة المتحدة) (بالإنجليزية: Leonard Hemming)‏ هو لاعب كريكت بريطاني وبريطاني (وحمل سابقاً جنسية المملكة المتحدة لبريطانيا العظمى وأيرلندا). لعب مع المقاطعات الوطنية للكريكيت الإنجليزي والويلزي ‏ وOxfordshire County Cricket Club ‏.

## وصلات خارجية
- ليونارد هيمينغ على موقع إي آس بي آن كريك إنفو (الإنجليزية)